# Ian Balfour, 2. Baron Balfour of Inchrye
Ian Balfour, 2. Baron Balfour of Inchrye (* 21. Dezember 1924; † 14. April 2013) war ein britischer Peer, Politiker und Komponist.

## Leben
Ian Balfour wurde als Sohn von Harold Harington Balfour, 1. Baron Balfour of Inchrye (1897–1988) und dessen erster Ehefrau Diana Blanche Harvey († 1982), Tochter von Sir Robert Grenville Harvey, 2, Baronet Grenville, geboren. Sein Vater Harold Balfour war Politiker von 1929 bis 1945 für die Conservative Party Abgeordneter des House of Commons für den Wahlkreis Isle of Thanet. 1945 wurde Harold Balfour als Peer in den Adelsstand erhoben. Ian Balfour erbte nach dem Tod seines Vaters am 21. September 1988 den Titel eines Baron Balfour of Inchrye.
Er besuchte das Eton College in der englischen Grafschaft Berkshire. Während des Zweiten Weltkriegs diente er von 1942 bis 1945 in der Royal Navy. Nach seinem Ausscheiden aus dem Militärdienst studierte er am Magdalen College der Universität Oxford.
Balfour arbeitete als Wirtschaftsberater.
Er war als Komponist tätig, blieb als Komponist jedoch weitgehend unentdeckt. Er schrieb insgesamt neun Opern, sechs Symphonien, Kammermusik (Konzerte für Viola, für Violoncello, für Violine und Violoncello und für Klarinette), sowie diverse Vokal- und Orchesterwerke. Zu seinen Kompositionen gehören unter anderem: Two Pieces for Strings (Uraufführung; Haifa 1976), In Memoriam II (für Oboe, Streichorchester, Harfe und Schlagzeug; Uraufführung: Dublin 1982), Suite No 1 for Cello Solo (für Solo-Cello; Edinburgh und London 1986) und Oxford Memories (Oxford and London 1996). Zur Jahrtausendwende 2000 verfasste er die Komposition Millennium Surprise (für Orchester), die im Jahr 2000 unter anderem in Oxford, auf Schloss Eszterhaza, in Hannover, Leipzig, Moskau und Prag aufgeführt wurde.
Balfour machte sich insbesondere einen Namen als Kenner von Edelsteinen und wertvollen Preziosen. 1987 veröffentlichte er das Nachschlagewerk Famous Diamonds, das in mehreren Auflagen erschien (5. Auflage, 2008). In dem Buch stellte Balfour rund 80 der berühmtesten Diamanten der Welt vor, unter anderem den Koh-i-Noor, den Hope-Diamant, den Cullinan-Diamant und den Taylor-Burton-Diamant.

## Mitgliedschaft im House of Lords
Mit dem Erbe des Titels des Baron of Balfour of Inchrye wurde Balfour am 21. September 1988 offizielles Mitglied des House of Lords. Im House of Lords saß er als Crossbencher. Am 15. März 1990 nahm Balfour erstmals an einer Parlamentssitzung im House of Lords teil. Seine Antrittsrede hielt er am 25. Februar 1991. Im Hansard sind Wortbeiträge Balfours aus den Jahren von 1991 bis 1999 dokumentiert. Im Juni 1999 meldete er sich im House of Lords zuletzt zu Wort. Seine Mitgliedschaft im House of Lords endete 1999 durch den House of Lords Act 1999.

## Privates
Im November 1953 heiratete er Josephine Maria Jane Bernard (1934–2007), die Tochter von Morogh Wyndham Percy Bernard und Diana Pearl Dundas. Aus der Ehe ging eine Tochter, Roxane (* 1955), hervor. Aufgrund des Fehlens männlicher Nachkommen ist die Peerage mit dem Tod Balfours erloschen.
Zu seinen privaten Interessen gehörten Lesen, Spazierengehen und Wandern, Cricket (als aktiver Sportler) und Fußball.
2003 hatte Balfour seinen Wohnsitz in Walberswick in der Grafschaft Suffolk. Er starb nach Angaben seiner Familie „friedlich“ im Alter von 88 Jahren.